# Postkommotionelles Syndrom
Das Postkommotionelle Syndrom, englisch Post-concussion syndrome; französisch Syndrome post-commotionnel, bezeichnet Veränderungen, die nach einer Gehirnerschütterung auftreten können. Dabei können Apathie, Kopfschmerzen, Schwindel oder Übelkeit sowie Erschöpfung, Konzentrationsstörungen mehrere Wochen nach einem Schädel-Hirn-Trauma fortbestehen.

## Klinische Erscheinungen
Klinische Kriterien sind:
- enger zeitlicher Zusammenhang mit einer Gehirnerschütterung
- Erscheinungen verschwinden in der Regel nach Tagen bis Wochen
- Kopfschmerzen (Hauptkennzeichen), meist einseitig
- Sehstörungen mit Flimmern vor den Augen
- Schwindel oder Übelkeit
- Apathie, Erschöpfung, Reizbarkeit, Konzentrations- oder Gedächtnisstörungen